# Panegirico di Traiano
Il Panegirico di Traiano è l'orazione di ringraziamento pronunciata al Senato il 1º settembre del 100 da Plinio il Giovane assumendo la carica di console, in seguito ampliata e rielaborata per la pubblicazione.

## Contenuto
Il discorso si traduce in un vero e proprio panegirico dell'imperatore Traiano. Egli viene descritto come l'optimus princeps, voluto dagli dèi per il bene dell'impero, anche se lui, essendo modesto, non pretende onori divini. Vengono descritte le vicende che lo hanno portato all'impero e viene fatto l'elogio alla successione per adozione. Questo metodo, secondo Plinio, dà la possibilità di scegliere il migliore tra i cittadini. Poi vengono esaltate le qualità di Traiano come comandante, la sua generosità, la sua affabilità e modestia. Questo imperatore, con i suoi ottimi provvedimenti, viene contrapposto al tirannico Domiziano. Plinio esalta il rispetto di Traiano per le magistrature e per il Senato, a cui assicura la dignitas e la securitas, mentre Domiziano lo odiava. Tra gli scopi dell'oratore c'è quello di incoraggiare una politica filosenatoria. Egli riconosce all'imperatore il potere assoluto pur richiamandosi alla libertas che quest'ultimo aveva ripristinato, presentandola però come un dono gratuito frutto della generosità del sovrano.

## Confronto con ilDe clementiadi Seneca

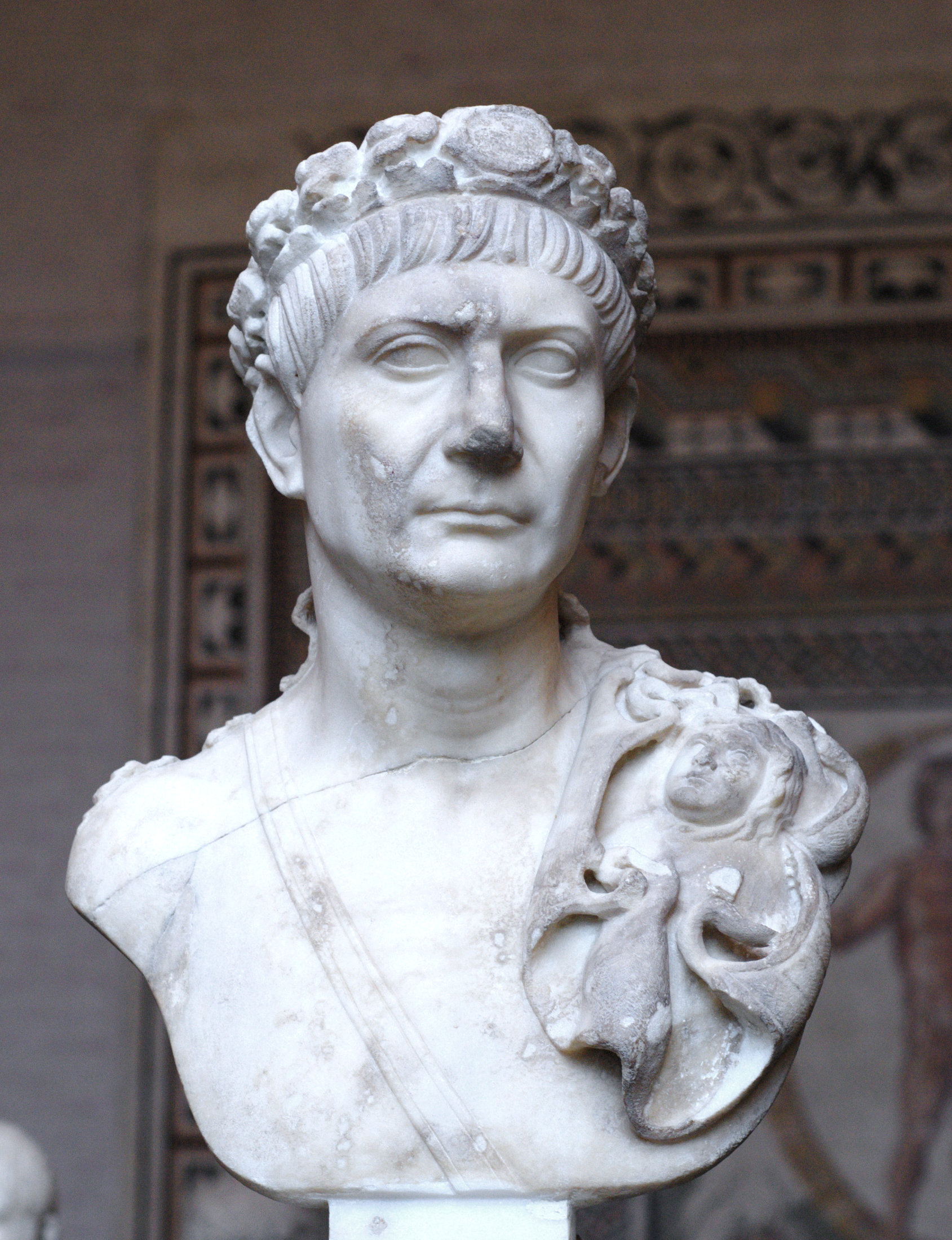
Busto di Traiano.

Il De clementia di Seneca e il Panegirico di Traiano di Plinio sono entrambe opere encomiastiche che intendono esaltare l'imperatore vivente e giustificarne il potere. Così Seneca mette in luce la presunta clementia di Nerone e giustifica la monarchia assoluta facendo ricorso alla dottrina stoica, che considerava questa la migliore forma di governo nel caso in cui il monarca fosse un sapiens. E la tesi senecana è che Nerone lo sia. Da parte sua, Plinio mette in luce tutte le qualità di Traiano, fra cui spicca la modestia. Il potere di Traiano è legittimato dal possesso stesso di quelle qualità, che lo rendono l'optimus princeps. È da notare come mentre Seneca parli di clementia, Plinio parli di modestia. Essa, infatti, è qualcosa di più generale, un'attitudine naturale che è la premessa per il possesso delle altre virtù, clementia compresa. Infatti, l'esperienza di imperatori come lo stesso Nerone e poi Domiziano aveva mostrato che era impossibile aspettarsi clemenza da uomini smodatamente amanti del potere, capricciosi e sfrenati, ovvero privi di qualunque moderazione, modestia appunto. Ad ogni modo, al di là dell'esaltazione del principe e dell'opera di propaganda che svolgono, queste opere sono la proiezione delle speranze dei loro autori. Seneca sperava di fare di Nerone un imperatore-filosofo sul modello della dottrina di cui era seguace, magari sotto la sua guida; Plinio sperava che, dopo decenni di imperatori tiranni, Traiano finalmente restaurasse i privilegi del Senato e gli riconoscesse un ruolo nella gestione dello Stato, sebbene simbolico a livello politico. Tuttavia un confronto con il De clementia di Seneca porta a rilevare che Plinio non propone, come Seneca, un programma di governo (sia pure astratto e utopistico), ma si limita ad approvare incondizionatamente la politica traianea. La sua figura, infatti, non è quella di un consigliere, bensì di un semplice funzionario.